# Raión de Apóstolove
Raión de Apóstolove (en ucraniano: Апостолівський район) es un antiguo raión o distrito de Ucrania en el óblast de Dnipropetrovsk. 
Comprende una superficie de 1380 km².
La capital fue la ciudad de Apóstolove.

## Demografía
Según estimación 2010 contaba con una población total de 57673 habitantes.

## Otros datos
El código KOATUU es 1220300000. El código postal 53800 y el prefijo telefónico +380 5656.